# So Close (Jennette McCurdy)
So Close è il primo singolo di Jennette McCurdy.